# ФК Бадњевац
ФК Бадњевац је фудбалски клуб из Бадњевца, Општина Баточина, основан 1922. године. Тренутно се такмичи у општинској лиги Рача - Баточина, седмом такмичарском нивоу српског фудбала. Најуспешнији је клуб из баточинске општине.

## Историја
У Бадњевцу је прву фудбалску лопту донео 1922. године студент Богосав Драгојевић из аустријског Граца. До 1942. године клуб се звао Бадњевац, а од тада до 1944. носи име Лепеница, а потом Омладинац. У периоду од 1950 до 1952. године клуб се звао Задругар, а затим поново Омладинац до 1991. године када постаје професионални клуб под својим првим именом ФК Бадњевац. Прво званично игралиште клуб је добио после Другог светског рата. Године 1995. изграђен је стадион који прима око 8.000 места, има две покривене трибине и рефлекторе. Један је од најлепших сеоских стадиона у Србији, а и многи градови немају такав стадион.
Најславнији период почео је почетком деведесетих. У сезони 1990/91. клуб је постао првак Шумадијске лиге, а следеће је био шампион и у Шумадијско-поморавској лиги па је такмичење наставио у Другој српској лиги. У сезони 1991/92 Бадњевчани постају прваци Друге српске лиге група центар, а у сезони 1992/93 у Српској лиги Запад освајају прво место. У јесен 1993. клуб је такође освојио прво место у II Б лиги. Највећи успех фудбалски клуб Бадњевац је остварио у сезони 1995/96 када се пласирао у полуфинале купа Југославије. У полуфиналу их је елиминисао Партизан после велике борбе. У првом мечу у Бадњевцу резултат је био 1:1, док је у Београду славио Партизан 2:1.
У сезони 2009/10. Бадњевац је заузео дванаесто место у Шумадијској окружној лиги. Затим је следеће сезоне освојио последње петнаесто место и испао у Међуопштинску лигу Рача-Кнић-Баточина. Међутим 2011. клуб се није такмичио у сениорској конкуренцији. Од 2012. клуб је поново почео играти у сениорској конкуренцији, и то од најнижег степена такмичења, у Општинској лиги Баточина када је освојио друго место. Од сезоне 2013/14 одлучено је да клубове из општине Баточина играју општинску лигу Рача како би имали више утакмица па је и Бадњевац приступио овом такмичењу. У првој сезони заузео је треће месту у конкуренцији седам клубова, а следеће 4. место у конкуренцији 8 клуба. Након шест година проведеног у најнижем рангу такмичења у сезони 2017/18 освојили су 1. место и пласирали се у Међуопштинску лигу Рача - Баточина - Кнић.
После три сезоне у шестом рангу такмичења, Бадњевац се освајањем првог места пласирао у Шумадијску окружну лигу. У Шумадијској лиги се задржао само једну сезону, јер је од 15 екипа заузео 14. место. Након те сезоне, Бадњевац се две сезоне није такмичио, да би од сезоне 2024/25 почео такмичење у Општинској лиги Рача-Баточина.

## Новији резултати
| Сезона   | Ранг | Лига                                  | Позиција | ИГ  | Д  | Н | П  | ГД | ГП | ГР  | Бод |
| -------- | ---- | ------------------------------------- | -------- | --- | -- | - | -- | -- | -- | --- | --- |
| 2005/06. | 4    | Шумадијска зона                       | 3.       | 34  | 22 | 3 | 9  | 56 | 25 | +31 | 69  |
| 2006/07. | 4    | Шумадијска зона                       | 14.      | 34  | 9  | 5 | 20 | 40 | 64 | -24 | 31  |
| 2008/09. | 5    | Шумадијска окружна лига               | 11.      | 30  | 9  | 5 | 16 | 49 | 75 | -26 | 32  |
| 2009/10. | 5    | Шумадијска окружна лига               | 12.      | 30  | 10 | 3 | 17 | 49 | 69 | -20 | 33  |
| 2010/11. | 5    | Шумадијска окружна лига               | 15.      | 30  | 9  | 3 | 16 | 51 | 82 | -31 | 30  |
| 2011/12. | -    | Није се такмичио                      | -        | -   | -  | - | -  | -  | -  | -   | -   |
| 2012/13. | 7    | Општинска лига Баточине               | 2.       | 12  | 9  | 2 | 1  | 30 | 9  | +21 | 29  |
| 2013/14. | 7    | Општинска лига Рача1                  | 3.       | 12  | 6  | 0 | 6  | 16 | 20 | –4  | 23  |
| 2014/15. | 7    | Општинска лига Рача                   | 4.       | 14  | 5  | 2 | 7  | 24 | 36 | –12 | 17  |
| 2015/16. | 7    | Општинска лига Рача                   | 3.       | 16  | 9  | 1 | 6  | 29 | 21 | +8  | 28  |
| 2016/17. | 7    | Општинска лига Рача−Баточина          | 7.       | 14  | 4  | 3 | 7  | 38 | 37 | +1  | 15  |
| 2017/18. | 7    | Општинска лига Рача−Баточина          | 1.       | 10  | 6  | 3 | 1  | 26 | 9  | +17 | 21  |
| 2018/19. | 6    | Међуопштинска лига Рача-Кнић-Баточина | 6.       | 22  | 8  | 3 | 11 | 29 | 44 | -15 | 27  |
| 2019/20. | 6    | Међуопштинска лига Рача-Кнић-Баточина | 6.       | 122 | 6  | 1 | 5  | 19 | 11 | +8  | 19  |
| 2020/21. | 6    | Међуопштинска лига Рача-Кнић-Баточина | 1.       | 26  | 21 | 3 | 2  | 86 | 18 | +68 | 66  |
| 2021/22. | 5    | Шумадијска окружна лига               | 14.      | 28  | 7  | 4 | 17 | 28 | 55 | -27 | 24  |
| 2024/25. | 7    | Општинска лига Рача−Баточина          | -        | -   | -  | - | -  | -  | -  | -   | -   |

- 1  Од сезоне 2013/14 у Општинској лиги Рача се такмиче и клубови са територије фудбалског савеза Баточина које обухвата општину Баточина и Лапово
- 2  Сезона прекинута након 12 кола због пандемије Корона вируса